# NGC 3497
NGC 3497 (ook: NGC 3525 en NGC 3528) is een lensvormig sterrenstelsel in het sterrenbeeld Beker. Het hemelobject werd op 8 maart 1790 ontdekt door de Duits-Britse astronoom William Herschel.

## Synoniemen
- IC 2624
- MCG -3-28-37
- ESO 570-6
- PGC 33667